# Уоткинс, Джон (крикетист)
Джон Расселл Уоткинс (англ. John Russell Watkins; род. 16 апреля 1943, Ньюкасл, Новый Южный Уэльс) — австралийский крикетист.

## Биография

### Ранние годы
Родился 16 апреля 1943 года в городе Ньюкасл, штат Новый Южный Уэльс, Австралия, где начал заниматься крикетом в местной молодёжной команде.

### Игровая карьера
На профессиональном уровне дебютировал в крикете в сезоне 1971/72 в составе команды «Новый Южный Уэльс», вместе с которой выступал в чемпионате Австралии на протяжении трёх лет. Уже спустя несколько недель он был включён в основной состав в матче против команды штата Южная Австралия.
Свой единственный международный тестовый матч в составе национальной сборной Уоткинс провёл 6 января 1973 года против команды Пакистана.
В сезоне 1973/74 он был исключён из состава своей команды, однако, продолжил выступления вместе с командой «Ньюкасл».